# Крюково (Кировская область)
Крюково — деревня в Кирово-Чепецком районе Кировской области России. Входит в состав Чувашевского сельского поселения.

## География
Деревня находится в центральной части Кировской области, в подзоне южной тайги, к югу от реки Чепцы, к северу от автодороги 33Р-013, на расстоянии приблизительно 30 километров (по прямой) к юго-востоку от города Кирово-Чепецка, административного центра района. Абсолютная высота — 148 метров над уровнем моря.
Климат
Климат характеризуется как континентальный, с продолжительной холодной многоснежной зимой и умеренно тёплым коротким летом. Среднегодовая температура — 1,3 — 1,4 °C. Средняя температура воздуха самого холодного месяца (января) составляет −14,4 — −14,3 °C (абсолютный минимум — −35 °С); самого тёплого месяца (июля) — 17,6 — 17,8 °C (абсолютный максимум — 35 °С). Безморозный период длится в течение 114—122 дней. Годовое количество атмосферных осадков — 500—700 мм, из которых около 70 % выпадает в тёплый период. Снежный покров устанавливается в середине ноября и держится 160—170 дней.

## Население
| 2010 |
| ---- |
| 4    |

Половой состав
По данным Всероссийской переписи населения 2010 года в гендерной структуре населения мужчины и женщины составляли по 50 %.

## Инфраструктура
Путевое хозяйство Горьковской железной дороги. Платформа 1025 км.

## Транспорт
Доступен автомобильным и железнодорожным транспортом. Выезд на автодорогу 33Р-013.